# Noticiero 12
Noticiero Doce (estilizado como ND desde  2012) es un noticiero cordobés del mediodía emitido por El Doce, el más antiguo de la televisión cordobesa, su primera emisión se dio el 1° de marzo de 1967 a las 13:00 (UTC -3) y se ha emitido de manera ininterrumpida por más de 50 años.
Es conducido por Roxana Martínez y Jorge "Petete" Martínez. Se emite habitualmente de lunes a viernes a las 12:00 (UTC -3).

## Historia
Comenzó el 1° de marzo de 1967 a las 13:00 (UTC -3), sus presentadores fueron Carlos Revello, Marcos Marchini (en deportes) Víctor Stasyzyn y Gustavo Tobi con el trabajo eficiente de Cine Press de Julio Serbali al comienzo y del compaginador el "Negro" Arnaldo Martínez mientras el chileno Eduardo Vera en el área del archivo acumulaba un material que es parte de la historia de Córdoba preparando además las películas y programas fílmicos que se emitían diariamente.
En 1969, Noticiero 12 tuvo una famosa cobertura de Gustavo Tobi de la Llegada del hombre a la Luna desde Cabo Cañaveral, Florida (Estados Unidos).
En 1970, ganó el Premio Martín Fierro por mejor noticiero del país. El galardón fue entregado por Antonio Carrizo y recibido por Carlos Revello quien fuera conductor del noticiero y José "Pepe" Escudero, camarógrafo del canal que cubrió desde ese país norteamericano por el despegue del Apolo 11. En esa época la ceremonia era una sola para todos los medios del país.
En noviembre de 1995, Noticiero 12 tuvo 2 ediciones durante la cobertura de las Explosiones en Río Tercero.
El 31 de mayo de 1999, en la segunda edición del informativo se suma Eduardo "Lalo" Freyre.
El 19 de marzo de 2001, Noticiero Doce renueva su estudio e imagen durante la llegada del noticiero central Telenoche Doce, conducidos por Cuadrado y Freyre. Fueron presentados por Gustavo Tobi y Marcos Marchini.
En 2004 durante el comienzo de Arriba Córdoba, Fabiana Dal Prá ingresa al noticiero junto a Gustavo Tobi.
El 7 de abril de 2008, cambió la escenografía al igual que Arriba Córdoba y Telenoche con nueva cortina musical.
En junio de 2010, fue ganador en los Premios Fund TV a mejor noticiero local.
El 21 de mayo de 2012 junto con la llegada de la Alta Definición en Córdoba, renueva la imagen HD, escenografía completa y cortina musical.
El 27 de septiembre de 2015, Noticiero Doce gana el premio Acorca.
El 1° de marzo de 2017, Noticiero Doce cumplió 50 años estrenando por última vez el mismo estudio con nueva apariencia colorida.
Hasta el 4 de mayo de 2018, el noticiero fue emitido en el estudio de Telenoche antes de la renovación.
A partir del 7 de mayo de 2018, cambia totalmente el estudio del noticiero estrenando pantalla gigante, monitores LED, escritorio nuevo y cortina musical renovada. Comparte la misma escenografía después de Arriba Córdoba.
El 18 de mayo de 2020, Gustavo Tobi anunció que, luego de 50 años de labor informativa, hace su retiro del noticiero y del canal hasta el 29 de mayo haciendo su último programa especial. Ese mismo día, en el final de la edición especial por su despedida, Fabiana Dal Prá, Jorge Cuadrado y Eduardo "Lalo" Freyre le informaron que el "Estudio B" desde donde cada día se emite el noticiero se llamará "Estudio A - Gustavo Tobi". en honor al recordado pero retirado periodista histórico.
En julio de 2020 durante un mes sin el periodista, es actualmente reemplazado por Jorge "Petete" Martínez, sumando a la conducción junto a Fabiana Dal Prá.
Hasta el 17 de agosto de 2020, el noticiero duraba 60 minutos y el horario era de 12:00 a 13:00 (UTC -3). Actualmente desde el 18 de agosto del mismo año, se extiende a 90 minutos de 12:00 a 13:30 (UTC -3).
El 25 de noviembre de 2020 en motivo del fallecimiento de Diego Maradona tuvo una cobertura especial de 2 horas y media de 12:00 a 14:30 (UTC -3) que se extendió en el informativo.

## Equipo periodístico
- Jefe de noticias: José "Chino" Sosa
- Productor ejecutivo: Fernando Melo
- Producción: Luján Agüero, Mirco Brkljsic, Roberto Massramón
- Cámaras de estudio: Daniel Cuello, José Stopello, Lucas Chattas
- Sonido: Claudio Vilchez
- Arte electrónico: Daniel Zacarías
- Dirección: Martín Post
- Movileros: Jorge Ibáñez, Juan Pablo Lavisse, Pablo Olivares
- Camarógrafos de calle: Mariano Simes, Emmanuel Cuestas, Keko Enrique y Lucas Buoncristiani.

## Distinciones
En 1970, por primera vez gana el premio Martín Fierro a mejor noticiero.
En 2010, el informativo fue galardonado por los Premios Fund TV a mejor noticiero.
En 2015, gana el premio Acorca.

## Columnistas
Además de los presentadores principales, cuenta con columnistas de varias secciones:
| Sección                | Periodista/s        |
| ---------------------- | ------------------- |
| Cultura y Espectáculos | Silvia Pérez Ruiz   |
| Deportes               | Agustín Burgi       |
| Política               | Federico Tolchinsky |
| Clima                  | Eugenia Pérez       |

## Nombres de noticieros anteriores
- 1967-1987/1997-2000: Noticiero 12, Primera edición
- 1987-1997: Noticiero 12
- 2000-2001: Noticiero Doce, Primera edición
- 2001-actualidad: Noticiero Doce

## Eslóganes
- 2012-2017/2018-actualidad: Donde está la gente.
- 2017-2018: Donde están nuestras noticias.